# Blickspårning

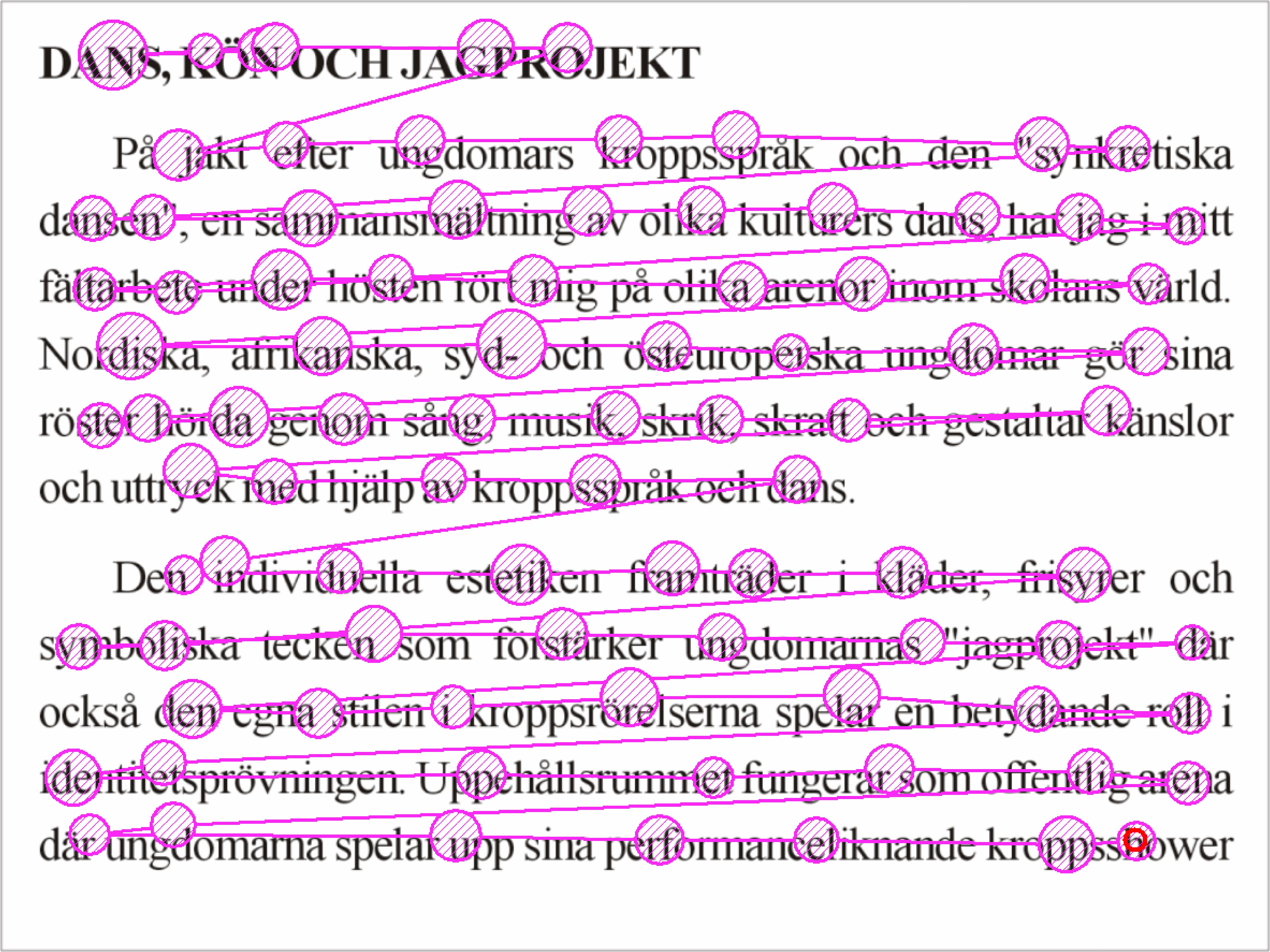
Ett ögas rörelser över en text.

Blickspårning (eng. eye tracking) är mätning av ett ögas rörelser. Blickspårning kan bland annat användas för användargränssnitt och synundersökning.